# 후타와무코다이역
후타와무코다이역(일본어: 二和向台駅, ふたわむこうだいえき)은 일본 지바현 후나바시시에 있는 신케이세이 전철 신케이세이선의 역이다. 역 번호는 SL14이다.

## 역 구조
상대식 승강장 2면 2선의 구조이다. 마쓰도 방향쪽으로 지평역사를 갖고 상하행선 승강장은 과선교로 연결되어 있다.

### 타는 곳
| 번선 | 노선         | 방향 | 행선                                                         |
| ---- | ------------ | ---- | ------------------------------------------------------------ |
| 1    | 신케이세이선 | 하행 | 기타나라시노・신쓰다누마・게이세이쓰다누마・ 게이세이선 방면 |
| 2    | 신케이세이선 | 상행 | 신카마가야・야바시라・마쓰도 방면                            |

## 역 주변
후타와는 메이지 새 정부에 의하여 "고가네마키"에 열린 개간지로 개간 순서에 맞추어 숫자가 들어간 지명이 붙여진 것이다. 신케이세이 전철의 철도역 이름에 포함된 것은 그 밖에 하쓰토미, 미사키, 고코가 있다. 현재는 통근자의 주택이 많고 농업도 이루어지면서 이웃한 두 역의 사이로는 1km씩 거리를 두고 있어서 비교적 가깝다. 편의점은 역전에 2개 있다.
또한, 전역의 가마가야다이부쓰 역은 직선 거리로 900m밖에 떨어져 있지 않기 때문에 당역 승강장에서 가마가야다이부쓰 역사가 보인다.
- 후나바시 미사키 우체국
- 후나바시 시청 후타와 출장소·후타와 마을회관·기타 도서관
- 후나바시 시립 미사키 초등학교
- 후나바시 후타와 병원
- 후나바시 후타와 우체국

## 역사
- 1949년 3월 16일: 영업 개시.

## 사진

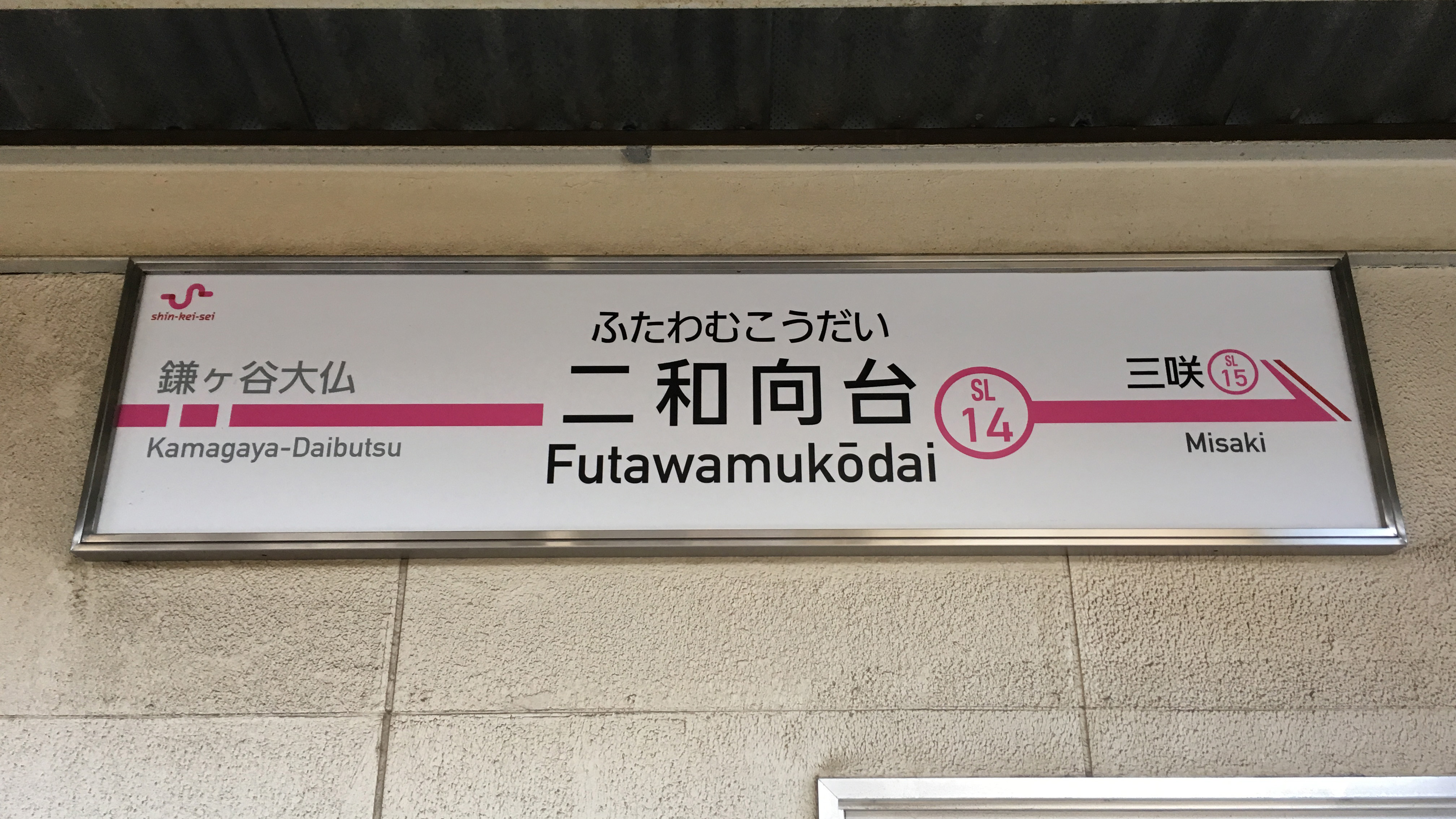
역명판
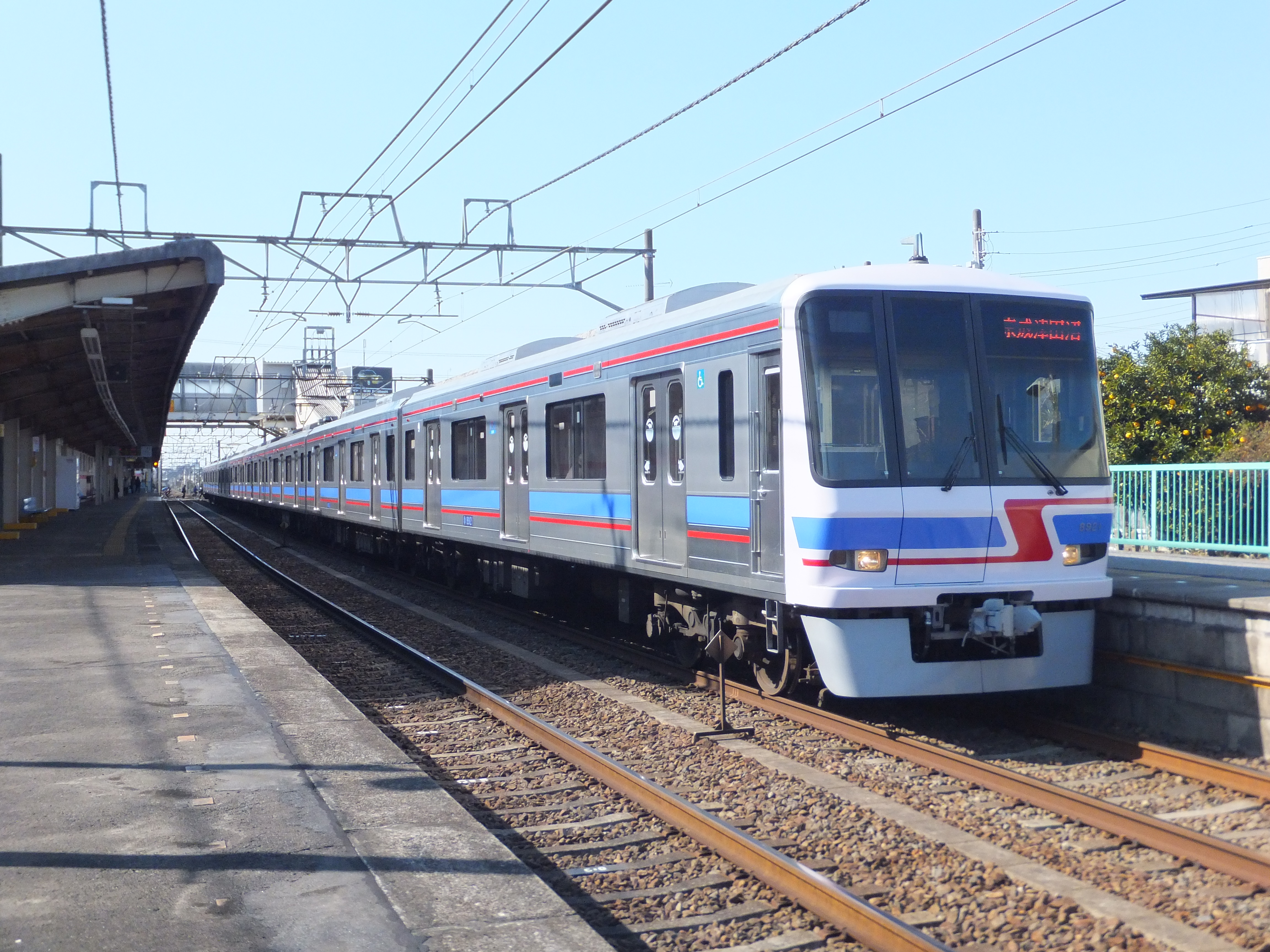
당역에 정차한 신케이세이 전철 8900형 전동차

## 인접역
| 신케이세이 전철 신케이세이선       | 신케이세이 전철 신케이세이선 | 신케이세이 전철 신케이세이선       |
| ---------------------------------- | ---------------------------- | ---------------------------------- |
| SL 13 가마가야다이부쓰 마쓰도 방면 |                              | 미사키 SL 15 게이세이쓰다누마 방면 |